# Station Marbach (Neckar)
Station Marbach (Neckar) is een spoorwegstation in de Duitse plaats Marbach am Neckar. Het station werd in 1879 geopend. 